# Ešte Váham
....ešte váham — дебютный студийный альбом словацкой певицы Кристины Пелаковой, выпущенный 11 ноября 2008 года. По результатам продаж в Словакии альбом получил платиновый статус.
На русский язык название альбома переводится как "я ещё колеблюсь".

## Об альбоме
....ešte váham был представлен в братиславском клубе ROUTE 69 18 ноября 2008.
В альбоме содержатся 4 песни, на которые был сняты видеоклипы — Zmrzlina, Som tvoja, Vráť mi tie hviezdy, Ešte váham.

## Список композиций
1. Kým ťa mám
2. Vráť mi tie hviezdy ´08
3. Zmrzlina
4. Ešte váham
5. Pošli mi sms
6. Sú dni
7. Ja a ty
8. Som tvoja
9. Stále mi chýbaš
10. Ja viem
11. Krásny deň
12. Vráť mi tie hviezdy ´08 /K2 Remix radio edit/
13. Zmrzlina /K2 Remix radio edit/

Альбом также содержит три видеоклипа — Som tvoja, Vráť mi tie hviezdy ´08 и Zmrzlina.